# Veselin Misita
Veselin Misita (v srbské cyrilici Веселин Мисита; 19. března 1904, Buna, Bosna a Hercegovina, Rakousko-Uhersko – 31. srpna 1941, Loznica, Srbsko) byl důstojník jugoslávské armády a později bojovník v řadách četnického vojska.

## Život
Misita bojoval v Dubnové válce, kde byl velitelem dělostřeleckého pluku, dislokovaného v Banja Luce. Spolu s řadou jiných důstojníků jugoslávské armády odmítl kapitulaci, která byla podepsána v polovině dubna 1941 v Bělehradě, a která znamenala de facto konec jugoslávského státu. V červnu 1941 navštívil Ravnou goru, kde se setkal s Dragoljubem Mihajlovićem. Četnický vůdce na začátku léta 1941 přemýšlel, jak rozšíří své hnutí a zapojí do něj co nejvíce lidí, takže mu Misita přišel právě vhod. Jeho a další jemu věrné bojovníky dislokoval do oblasti Podriní, kde měli čekat na další rozkazy. Byl velitelem tzv. Jadarského oddílu.
Na konci srpna 1941 byl Misita vybrán za velitele četnického útoku na město Loznica. Při střetu, ve kterém několikanásobná četnická přesila dokázala vytlačit z města německou posádku, však byl Misita zabit. Četnikům hrála do karet skutečnost, že v Loznici byla dislokována jen jedna četa německé armády. Podobný útok na město Bogatić byl například téhož dne neúspěšný.
Misita byl později mezi četniky považován za mučedníka. V době rehabilitace četnického hnutí v první polovině 90. let se stal zapomenutým hrdinou. Zdůrazňována byla jeho odhodlanost k boji, ale především fakt, že vedl bitvu, ve které dokázalo četnické vojsko osvobodit srbské město od nacistů - ještě předtím, než tak činili partyzáni.